# Míner (Llucmajor)
Míner és una possessió del terme municipal de Llucmajor, Mallorca, situada al nord, a la zona muntanyosa.
Míner està situada entre les possessions de Pérola, Binificat, es Pèlec i Son Vent. Documentada el 1232 com a diverses alqueries que foren donades als cavallers templaris per la seva contribució a la conquesta de Mallorca: alqueria Minur de 7 jovades, alqueria Albu Caze de 2 jovades i alqueria Minur abin Ferru de 2 jovades. Des de la conquesta de Mallorca fou propietat dels Desmàs, família de ciutadans, que la posseïren els segles XIII al XV. Al llarg del segle xv sofrí nombrosos canvis de titularitat. El 1529 era del senyor Salvador Sureda, cavaller, que hi tenia nombrosos esclaus. Tenia cases amb clastra, celler, alambins i capella, on hi havia un retaule de Sant Joan Baptista i les armes dels Sureda. Era dedicada a vinyes, conreu de cereals i lleguminoses i ramaderia ovina. El 1578 pertanyia al senyor Salvador Sureda i tenia 256 quarterades. És sistemàticament documentada amb la forma Mina (segles XV a XX).